# Simonetta Greggio
Simonetta Greggio, née le 21 avril 1961 à Rubano (province de Padoue) en Italie, est une romancière et traductrice italienne établie en France.

## Biographie

### Formation
Simonetta Greggio a fait ses études à la Faculté des lettres de Padoue. Arrivée à Paris en 1981, elle est journaliste pendant plusieurs années, collaborant à des revues et magazines divers dont City, Télérama, La Repubblica. Elle partage sa vie entre Paris, Venise et la Provence.

### Carrière
Simonetta Greggio commence sa carrière de journaliste comme auteur d’une douzaine d’ouvrages d’art de vivre consacrés aux jardins et à la cuisine. Elle est notamment l'auteur des premiers Guide des auberges et hôtels de charme en Italie.
Son premier roman, La Douceur des hommes, paru chez Stock en 2005, est consacré par le magazine Lire parmi les vingt meilleurs romans de l’année.
Sa longue nouvelle Étoiles parue chez Flammarion en 2006 et traduite en six langues, dont le russe et le coréen, est en cours d'adaptation pour le cinéma.
Col de l’Ange, un roman noir et blanc, paraît chez Stock en avril 2007.
Les Mains nues, histoire douce-amère d'une vétérinaire et d'un très jeune homme, reprend la veine des débuts de la romancière. On y retrouve certains thèmes de La Douceur des hommes.
Avec Dolce Vita 1959-1979, en 2010, elle est projetée sur les devants de la scène littéraire : le livre est finaliste du prix Renaudot.
Simonetta Greggio continue avec L'homme qui aimait ma femme, puis vient, en 2014, le deuxième volet de Dolce Vita, Les nouveaux monstres, roman qui se présente comme le portrait de l'Italie des trente-cinq dernières années, dans lequel elle explore les méandres du pouvoir et dénonce la collusion entre différents hommes politiques italiens, dont Silvio Berlusconi et la Mafia. Le livre est finaliste du prix Interallié.
Suit Femmes de rêve, bananes et framboises, chez Flammarion, un recueil de nouvelles dans lequel « Os de Lune », un roman court, fait figure d'œuvre principale.
Black Messie, paru en 2016 chez Stock, est une exploration dans le domaine du noir. Basé sur un fait divers des années 1970-1980, l’affaire dite du « Monstre de Florence », structuré comme un thriller, le roman est une métaphore des dérives dans un État de droit.
Elle coécrit avec Joël Farges un scénario de film pour le cinéma sur les débuts du conflit en Syrie, actuellement en cours de production.
Elle est productrice à France Culture pour le série Grandes Traversées de Virginia Woolf, 2019 ; Brigitte Bardot, 2020 ; et Benito Mussolini, 2021.
Elle collabore au scénario du film Titane, de Julia Ducournau, qui a remporté la Palme d'or au Festival de Cannes 2021.

## Distinctions
- Chevalière de l'ordre des Arts et des Lettres (2013)
- finaliste du prix Renaudot et du prix Interallié
- prix Messardière 2011 : roman de l'été[4]
- prix Casanova 2017

## Œuvres
Romans
- La Douceur des hommes, Stock, 2005 ; Le Livre de poche, 2007
- Étoiles, Flammarion, 2006 ; Le Livre de poche, 2008
- Col de l'Ange, Stock, 2007 ; Le Livre de poche, 2009
- Les Mains nues, Stock, 2008 ; Le Livre de poche, 2010
- Dolce Vita 1959-1979, Stock, 2010 ; Le Livre de poche, 2012

- L'Odeur du figuier, nouvelles, Flammarion, 2011 ; Le Livre de poche, 2012

- L’Homme qui aimait ma femme, Stock, 2012 ; Le Livre de poche, 2014
- Nina, coécrit avec Frédéric Lenoir, Stock, 2013 ; Le Livre de poche, 2014
- Les Nouveaux Monstres 1978-2014, Stock, 2014 ; Le Livre de poche, 2015

- Femmes de rêve, bananes et framboises, Flammarion, 2015
- Black Messie, Stock, 2016 ; Le Livre de poche, 2017

- Elsa mon amour, Flammarion, 2018 ; J'ai lu, 2019
- L'Ourse qui danse, Cambourakis en collaboration avec le Musée des Confluences, 2020 ; idem pour l'édition poche, 2024
- Bellissima, Stock, 2021 ; J'ai lu, 2023
- Mes nuits sans Bardot, Albin Michel, 2024